# Гокан Мільд
Гокан Мільд (швед. Håkan Mild, нар. 14 червня 1971, Трольхеттан) — шведський футболіст, півзахисник.

## Клубна кар'єра
У дорослому футболі дебютував 1989 року виступами за команду клубу «Гетеборг», в якій провів чотири сезони, взявши участь у 92 матчах чемпіонату.  Більшість часу, проведеного у складі «Гетеборга», був основним гравцем команди.
Згодом з 1993 по 2002 рік також грав у складі швейцарського «Серветта», іспанського «Реал Сосьєдад» та англійського «Вімблдона».
Завершив професійну ігрову кар'єру у клубі «Гетеборг», у складі якого вже виступав раніше. Прийшов до команди 2002 року, захищав її кольори до припинення виступів на професійному рівні у 2005.

## Виступи за збірну
1992 року дебютував в офіційних матчах у складі національної збірної Швеції. Протягом кар'єри у національній команді, яка тривала 10 років, провів у формі головної команди країни 74 матчі, забивши 8 голів.
У складі збірної був учасником чемпіонату світу 1994 року у США, на якому команда здобула бронзові нагороди, чемпіонату Європи 2000 року у Бельгії та Нідерландах.

## Досягнення
- Володар кубка Швеції: 1990-91
- Бронзовий призер чемпіонату світу: 1994